# 品田俊平
品田 俊平（しなだ しゅんぺい、1873年（明治6年）6月7日 - 1935年（昭和10年）4月14日）は、日本の宗教家。1905年（明治38年）に心教を開教した。心教では「扇下」と呼ばれた。

## 生涯

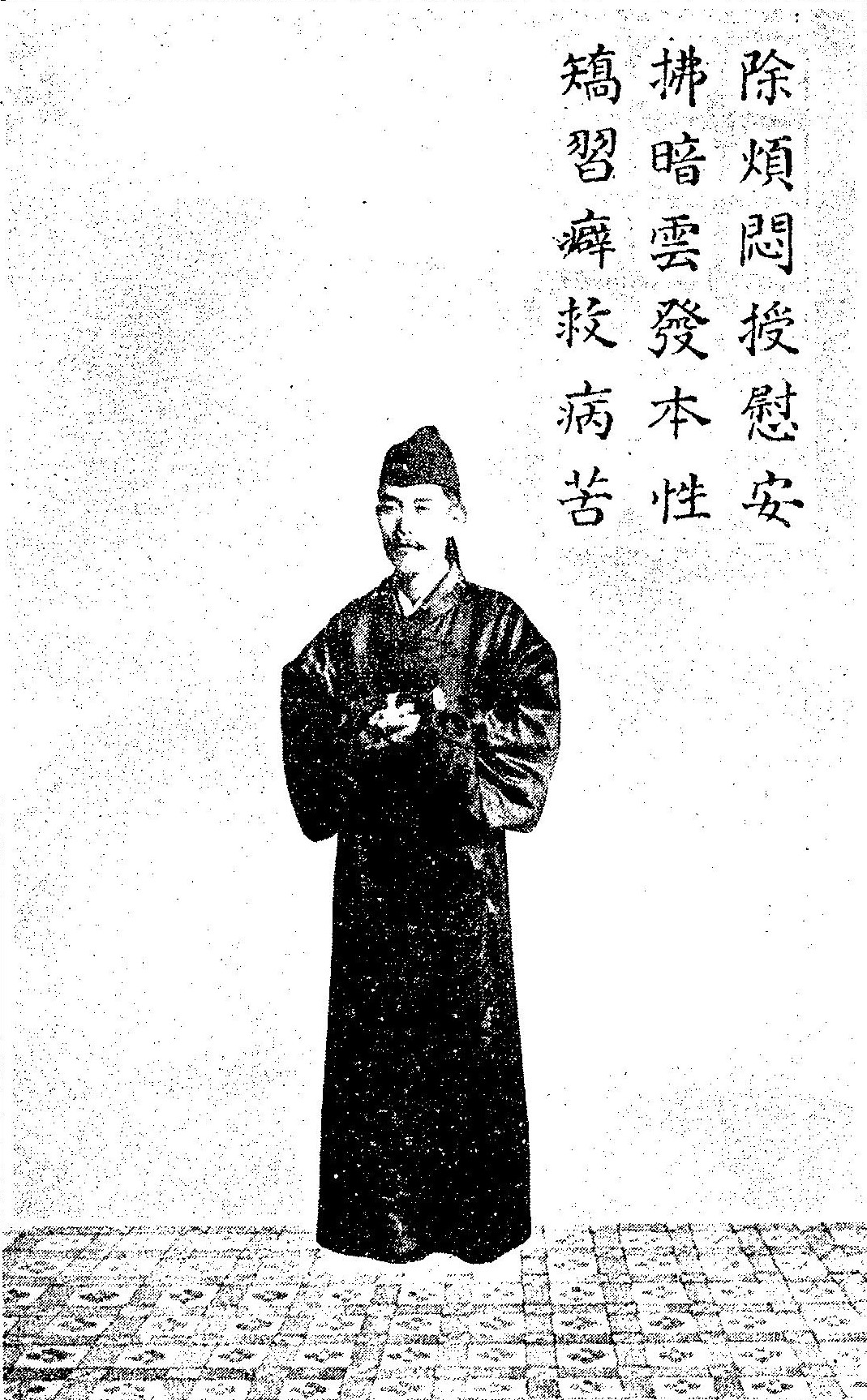
1912年（明治45年）頃

1873年（明治6年）6月7日、新潟県刈羽郡柏崎町比角2061番にて、父・富八と母・ハステの間に生れる。家は呉服屋であった。両親は熱心な仏教信仰者であり、俊平自身も常に経文を読誦し、礼拝を怠らず、常に学究心と道心とを忘れなかった。
柏崎町比角尋常小学校を卒業後、星野漢学塾で漢学を学び、大道長安や平井天海に就き仏教を修めると同時に、町の道場で剣道の修業を積んだ。その後上京し山口三之助や福来友吉と交わり、その後もしばしば上京しては仏教、儒教、キリスト教、哲学、剣道など各分野の大家のもとを訪れ研究したとされる。
1905年（明治38年）3月21日に霊示を受け欣喜雀躍、大悟徹底の境地に至り感激の涙に浸った。森本南陵によれば、この時に自己の使命を自覚し、「誓つて此の皇国を匡正し、併せて世界人類を救済せんとの雄志を発した。それには惟神大道を中心として教育勅語を其の教相となし、世界の宗教を以て之れを輔翼し、之れを融合せしむ」べきだということを悟った。3月22日、柏崎町比角に心教本部を設け開教を宣言。4月には北越心理療院を設け感化救済事業を行い始める（以降の経緯は心教の項目を参照）。
1935年（昭和10年）、来日した満洲国皇帝溥儀が無事帰国することと天皇の長寿とを祈り、4月初めから2週間の断食祈願を開始する。座禅を組み、寸刻も眠らず祈願を続けたという。そして満願の日の14日、静座したまま眠るように死去した。61歳であった。
心教では俊平が「大本体に御復帰」したということから、17日の午後1時より「復帰式」を執り行い、午後2時から3時まで一般の告別式を行った。
辞世の句は以下の通り。
- 俊平に辞世ありやと人問はば、ただ大本体と云ふと答へむ。
- 究極の言葉なりけむ奉信す、大本体と吾が讃美（とな）ふるも。
- くよ／＼となにをなげくや骸骨の、ああ骸骨のなにをなげくや。
- 世の中は雪に嵐に月に日に、ただまかせなむ大富士のごと。
- 面白や思ふがままにならぬ世も、吾にさからふことのありとも。

教主の座は子である聖平が受け継いだが、第二次世界大戦による食糧難も相俟って、総本山にも住む者はいなくなり、心教はやがて姿を消すこととなる。

## 著書
- 『催眠術講義　実地伝習』（1906年、北越心理療院）
- 『心教暗示術心理療法根本義　感化救済』（1912年、北越心理療院）
- 『心教　感化救済』（1913年、北越心理療院）
- 『思想界之統一　忠元論』（1916年、心教学院） - 講演録。森亙の編纂。
- 『人生の解決』（1916年、心教学院） - 森亙の編纂。
- 『霊示鑑　吉凶前知』（1918年、心教学院）
- 『大日本の国教』（1919年、大日本国教心教本部）
- 『国精道華』（1920年、冨山房）
- 『本体生活』（1923年、心教学院）
- 『大国民の人生観』（1926年、心教学院）
- 『心教暗示学』（1927年、心教学院） - 講演録。森亙の編纂。
- 『心教暗示学講話　第2編』（1927年、心教学院） - 講演録。森亙の編纂。
- 『教育勅語の真生命　附・明治神宮を奉信せよ』（1929年、心教学院）